# Moss FK
Maillots
Dernière mise à jour : 30 novembre 2024.
Le Moss FK est un club norvégien de football basé à Moss.

## Historique
- 1906 : fondation du club sous le nom Moss IF
- 1929 : le club est renommé Moss FK
- 1980 : 1re participation à une Coupe d'Europe (C2, saison 1980/81)

## Palmarès
- Championnat de Norvège de football
  - Champion : 1987

- Coupe de Norvège de football
  - Vainqueur : 1983
  - Finaliste : 1981